# Sebastian Has
Sebastian Has (ur. 14 kwietnia 1981 w Zielonej Górze), znany również jako Tony Has, Sebulbah i BrainBender – polski producent muzyczny, kompozytor i realizator dźwięku. Ukończył Reżyserię Dźwięku przy Instytucie Fizyki na Uniwersytecie im. Adama Mickiewicza w Poznaniu. Gatunki, w których muzyk produkuje to głównie alternatywa, rock, metal i elektronika.

## Działalność artystyczna
W 2000 założył wraz z gitarzystą Remigiuszem Wasielewskim zespół nushee. W 2008 do grupy dołączył perkusista Tomasz Ciszak. W 2012 ukazał się album zespołu zatytułowany Damage Over Time, zrealizowany i zmiksowany przez Hasa.
W latach 2005–2015 współpracował z warszawskimi studiami postprodukcji dźwięku: Ztudio, Studio Spot, Wytwórnia Dźwięku.
W 2009 nagrywał partie wokalne Macieja Taffa na płytę Black’n’Roll zespołu Black River. W 2015 postanowił całkowicie porzucić postprodukcję telewizyjną i filmową na rzecz produkcji muzycznej i realizacji nagrań. W 2016 wykonał miks i mastering albumu Epitaphs dla grupy Obscure Sphinx. Płyta została bardzo dobrze przyjęta przez krytyków i była punktem zwrotnym w jego karierze.
Pod koniec 2016 uczestniczył w postprodukcji koncertowego DVD Messe Noire zespołu Behemoth wykonując edycję materiału i realizując dogrywki partii wokalnych oraz gitarowych. Wynikiem owocnej współpracy z zespołem było zaproszenie do realizacji części nagrań na nową płytę grupy zatytułowaną I Loved You at Your Darkest, mającą ukazać się 5 października 2018. Nagrania trwały od listopada 2017 do kwietnia 2018 w warszawskim studio Sound Division. Has był odpowiedzialny za rejestrację partii gitarowych, wokalnych i klawiszowych, wsparcie produkcyjne i koordynację procesu powstawania płyty.
W sierpniu 2018 ukazał się singiel promujący wydawnictwo – utwór GOD=DOG wydany na winylu. Na stronie B znalazł się tytułowy utwór w formie przedprodukcyjnego demo, w większości zarejestrowanego przez Haldor Grunberg, do którego Has wykonał miks i mastering.
We wrześniu 2018 ukazała się limitowana kaseta dołączana do magazynu Kerrang!, na której znalazły się cztery utwory z nowej płyty Behemoth w wersji demo. Has wykonał do nich miks i mastering.
W listopadzie 2018 zespół Behemoth zorganizował wystawę związaną z nowym wydawnictwem, do której Has wyprodukował podkład dźwiękowy.